# Tak Nado!!
«Tak Nado!!» («Так надо») — студийный альбом рок-группы «Ва-Банкъ», выпущенный в 1994 году.

## Список композиций
| №                   | Название                                     | Текст песни                              | Музыка                 | Длительность |
| ------------------- | -------------------------------------------- | ---------------------------------------- | ---------------------- | ------------ |
| 1.                  | «Увертюра»                                   | Михаил Кассиров                          | Михаил Кассиров        | 2:06         |
| 2.                  | «Кудрявая (Песня о встречном)»               | Борис Корнилов                           | Дмитрий Шостакович     | 3:38         |
| 3.                  | «Бей их!!»                                   | Александр Ф. Скляр                       | Ва-Банкъ               | 2:09         |
| 4.                  | «Кислое вино»                                | Алексей Никитин                          | Ва-Банкъ               | 2:26         |
| 5.                  | «Лицо любви»                                 | Александр Ф. Скляр                       | Ва-Банкъ               | 2:58         |
| 6.                  | «Чёрный уикэнд»                              | Александр Ф. Скляр                       | Ва-Банкъ               | 2:58         |
| 7.                  | «Я живой!!»                                  | Александр Ф. Скляр                       | Ва-Банкъ               | 3:04         |
| 8.                  | «Жизнь на колёсах»                           | Александр Маликов, Роберт «Дед» Редникин | Ва-Банкъ, Егор Никонов | 2:46         |
| 9.                  | «Огнепоклонник»                              | Александр Ф. Скляр                       | Ва-Банкъ               | 3:32         |
| 10.                 | «Мысли о прошлом»                            | Александр Ф. Скляр                       | Ва-Банкъ               | 3:00         |
| 11.                 | «Супермен»                                   | Александр Ф. Скляр, Егор Никонов         | Ва-Банкъ               | 2:22         |
| 12.                 | «Кантабиле (гармонические вариации на тему)» |                                          | Никколо Паганини       | 2:42         |
| 13.                 | «At the Dacha»                               | Ва-Банкъ                                 | Ва-Банкъ               | 3:12         |
| 14.                 | «Обычный парень»                             | Майк Науменко                            | Ва-Банкъ               | 4:18         |
| 15.                 | Без названия                                 |                                          |                        | 16:50        |
| Общая длительность: | Общая длительность:                          | Общая длительность:                      | Общая длительность:    | 59:29        |

Последняя композиция — безымянный скрытый трек.

## История альбома
Альбом был записан и сведён в 1993—1994 годах на студии «Весёлые ребята» (Москва).
Во время подготовки к презентации альбома летом 1993 года группе «Четыре таракана» поступило предложение выступать на ней, но позже организатор решил, по словам Дмитрия Спирина, «пристроить какую-то свою группу», из-за чего группе «не осталось места». Также на мероприятии должна была участвовать группа «Нож для фрау Мюллер». В итоге первой песней, исполненной на презентации, стала «Крыса», созданная группой «Четыре таракана».
В 1994 году группа совместно со ска-панк-группой «Distemper» организовала одноимённое концертное турне по московским клубам, в рамках которого было дано пять концертов.